# Roman Popov
Roman Olehovyč Popov (in ucraino Роман Олегович Попов?; Mykolaïv, 29 giugno 1995) è un ex calciatore ucraino, di ruolo centrocampista.

## Caratteristiche tecniche
È un esterno destro.

## Carriera
Cresciuto nel settore giovanile del Mykolaïv, ha esordito in prima squadra il 22 agosto 2012 disputando l'incontro di Kubok Ukraïny perso 2-1 contro il Kremin' Kremenčuk. Dal 2015 al 2017 ha giocato per Metalurh Zaporižžja e Zirka, dopodiché ha fatto ritorno al Mykolaïv, diventando un punto fisso della squadra titolare.
Il 17 gennaio 2020 è stato ceduto in prestito al Čornomorec'.